# Перепись населения США (1920)
Четырнадцатая перепись населения на территории США проводилась в 1920 году. В переписи приняло участие 105 710 620 человек, что примерно на 14,9 % больше, чем в предыдущей переписи. Тогда по результатам переписи в стране проживало 91 972 266 человек.

## Вопросы переписи
Участники переписи предоставили следующую информацию о себе:
- Адрес проживания
- Имя
- Родственная связь с главой домохозяйства
- Пол
- Раса
- Возраст
- Семейное положение
- Если участник переписи был рождён за границей:
  - Год переезда в США
  - Год получения гражданства США
  - Родной язык
- Посещение школы
- Уровень грамотности
- Место рождения участника и его родителей
- Уровень знания английского языка
- Род занятий, отрасль промышленности и класс работника
- Находится ли жильё в собственности или арендовано
  - Если опрашиваемый является собственником, выплачен он полностью или кредит на дом открыт